# Deodoro da Fonseca
Manuel Deodoro da Fonseca (Alagoas da Lagoa do Sul, 5 de agosto de 1827 – Rio de Janeiro, 23 de agosto de 1892) foi um militar e político brasileiro, conhecido por ser o primeiro presidente do Brasil, após liderar o movimento que resultou na Proclamação da República em 15 de novembro de 1889. Tendo exercido o cargo de presidente provisório e posteriormente foi eleito pelo Congresso Constituinte como o primeiro presidente constitucional da República, permanecendo no cargo até 23 de novembro de 1891.
Após cursar artilharia na Escola Militar do Rio de Janeiro entre 1843 e 1847, participou de algumas campanhas militares durante o Império, dentre as quais se destacam a Revolução Praieira, a Guerra do Uruguai e a Guerra do Paraguai. Em 1885, tornou-se vice-presidente da província de São Pedro do Rio Grande do Sul; no ano seguinte, com a renúncia do então presidente Barão de Lucena, Deodoro torna-se presidente do Rio Grande. Devido ao seu envolvimento no que ficou conhecido como a Questão Militar — embates entre as forças armadas e o governo civil imperial, — retornou ao Rio de Janeiro. Nomeado para o comando militar da província de Mato Grosso em 1888, exonerou-se do cargo no ano seguinte, face à nomeação do último gabinete ministerial do Império, encabeçado pelo Presidente do Conselho de Ministros Visconde de Ouro Preto. Em meio a diversas crises que assolavam a monarquia brasileira, Deodoro liderou o golpe de Estado que depôs o Império e proclamou a república no país.
Com a mudança de sistema de governo, Deodoro assumiu o comando do país na qualidade de chefe do Governo Provisório da República. As primeiras mudanças de seu governo envolviam a criação do Código Penal Brasileiro, a reforma do Código Comercial do Brasil e medidas que oficializavam a separação da Igreja e o Estado, tais como a instituição do casamento civil e a laicização de cemitérios. No plano econômico, ocorreu a chamada crise do Encilhamento, caracterizada por uma grande bolha especulativa e inflação alta, devido às políticas econômicas de seu Ministro da Fazenda Ruy Barbosa. Em 1891, foi promulgada a primeira constituição republicana do país e Deodoro foi eleito presidente em sufrágio indireto. Seu governo constitucional foi marcado por forte tensão política entre suas tendências centralizadoras e as inclinações federalistas da sociedade civil e de parte dos militares, que levou à dissolução do Congresso Nacional. Sob a ameaça da Primeira Revolta da Armada, Deodoro renunciou à presidência em 23 de novembro de 1891. No ano seguinte, morreu no dia 23 de agosto, vítima de uma forte crise de dispneia.

## Origem e formação

### Família

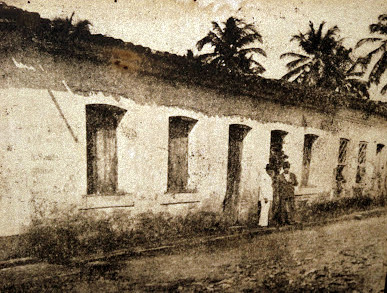
Casa de Deodoro na sua juventude em Vila Santa Madalena, atual cidade de Marechal Deodoro

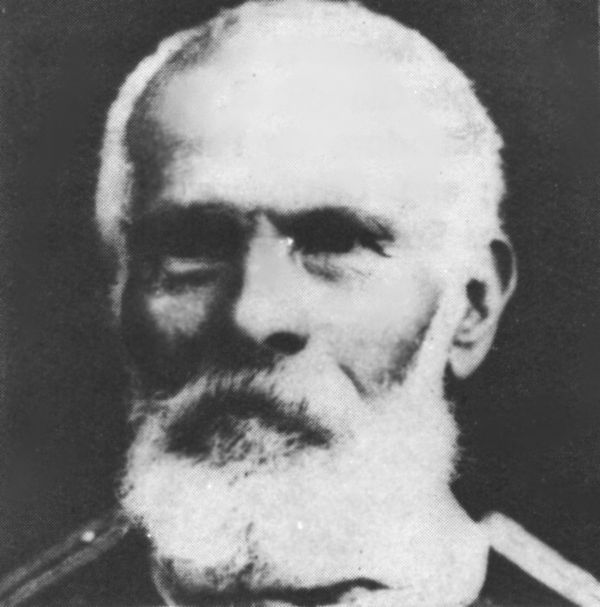
O marechal Hermes Ernesto da Fonseca, irmão de Deodoro, foi pai de outro presidente da república, Hermes da Fonseca

Manuel Deodoro da Fonseca nasceu em Alagoas da Lagoa do Sul no dia 5 de agosto de 1827. Vinha de uma família essencialmente militar. Seu pai, Manuel Mendes da Fonseca Galvão, nascido em Anadia (atual Alagoas), ingressou no Exército Português em 1806, no Recife, como praça de infantaria (a partir de 1822 tornou-se membro do nascente Exército Brasileiro), e subiu aos poucos todos os postos subalternos da carreira, reformando-se em 1842 no posto de tenente-coronel. Deodoro tinha duas irmãs e sete irmãos. Todos os homens eram militares e seis deles lutaram na Guerra do Paraguai. O mais velho, Hermes Ernesto da Fonseca, pai do também presidente da República e marechal Hermes da Fonseca, chegou ao posto de marechal-do-exército e foi presidente das províncias de Mato Grosso e da Bahia.
Afonso Aurino da Fonseca, o mais jovem, alferes do 34.º batalhão dos Voluntários da Pátria e o major Eduardo Emiliano da Fonseca morreram na Batalha de Curupaiti. O capitão Hipólito Mendes da Fonseca morreu na passagem da ponte de Itororó. O marechal de campo Severino Martino da Fonseca e o general Severiano Martins da Fonseca também serviram na guerra. Severiano recebeu o título nobiliárquico de barão de Alagoas e foi diretor da Escola Militar de Porto Alegre. Coronel honorário do exército brasileiro, Pedro Paulino da Fonseca foi governador de Alagoas, logo quando proclamaram a república, e também senador pelo mesmo estado. Além disso, foi pai de Orsina da Fonseca, esposa do filho de um outro irmão seu, também seu sobrinho, o presidente da República marechal Hermes da Fonseca, compondo, portanto, um casamento entre primos. Pedro Paulino, que já estava reformado à época, foi impedido por seus irmãos de servir como voluntário, sendo assim o único dos oito irmãos a não combater na Guerra do Paraguai.

### Juventude

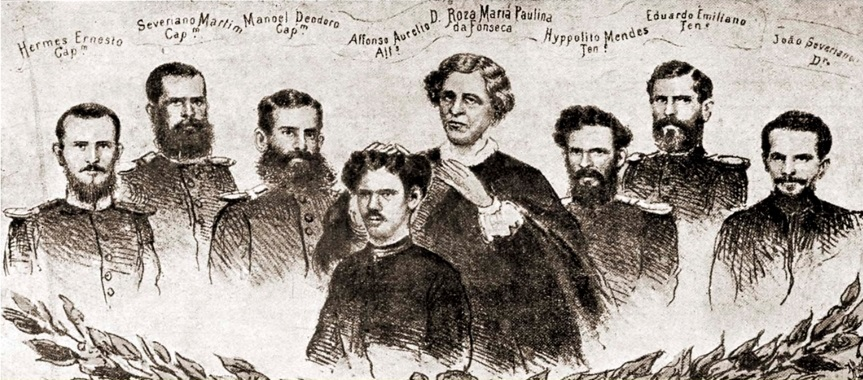
A família Fonseca retratada pela Revista Ilustrada em 1865. No centro, a matriarca dona Rosa

Deodoro da Fonseca nasceu em 5 de agosto de 1827, na Vila de Alagoas da Lagoa do Sul, na antiga província homônima, hoje cidade que leva o nome de Marechal Deodoro. Ele era filho de Manuel Mendes da Fonseca (1785-1859) e Rosa Maria Paulina da Fonseca (1802-1873). Seu pai também foi militar, chegando à patente de tenente-coronel, e pertencia ao Partido Conservador. Em 1845, já era cadete de primeira classe. Em 1848, participou de sua primeira ação militar, ajudando na repressão da Revolta Praieira, insurreição promovida pelos liberais de Pernambuco.
Casou-se aos 33 anos, no dia 16 de abril de 1860, com Mariana Cecília de Sousa Meireles. O casal não teve filhos, e boatos da época diziam que Deodoro era estéril. Seu sobrinho, Hermes da Fonseca, que também chegou à presidência da república, era tratado por Deodoro como um filho.

### Carreira militar

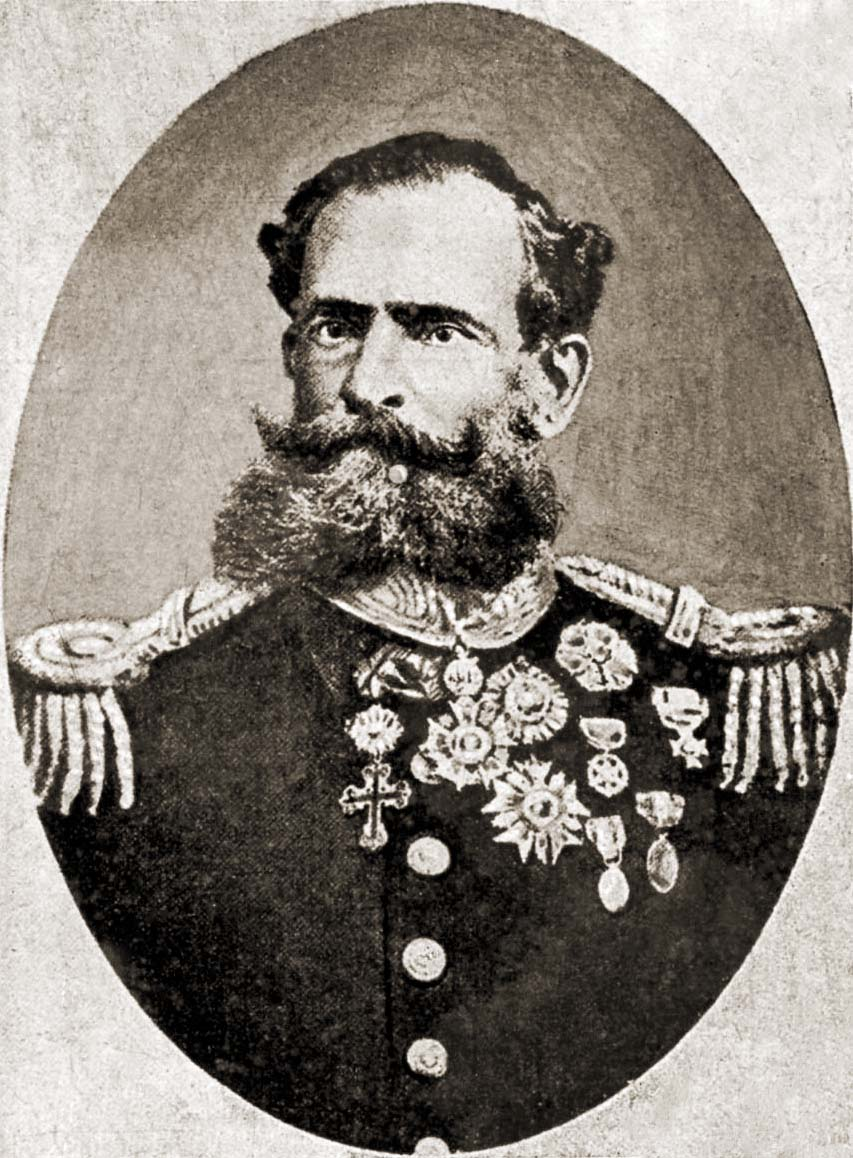
Deodoro da Fonseca como comandante-em-armas do Rio Grande do Sul

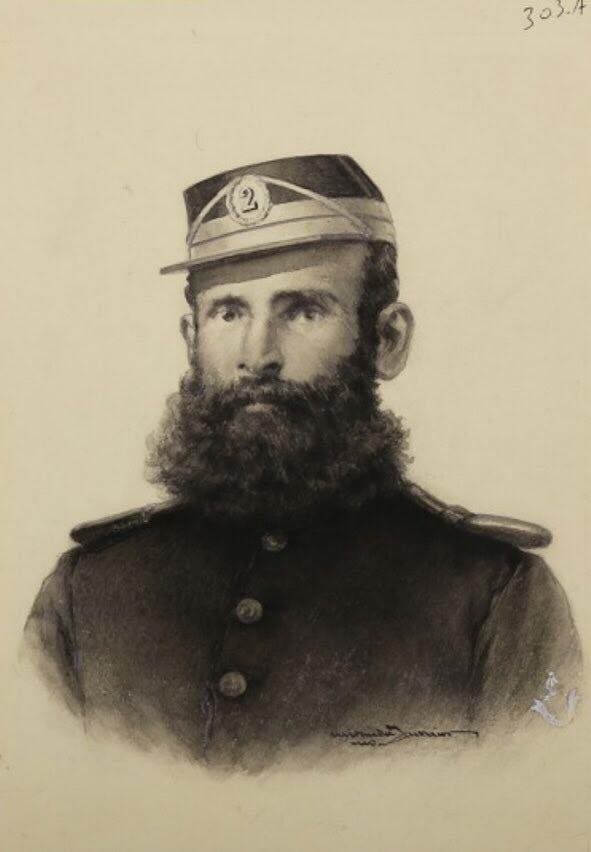
Coronel Deodoro da Fonseca, 1870

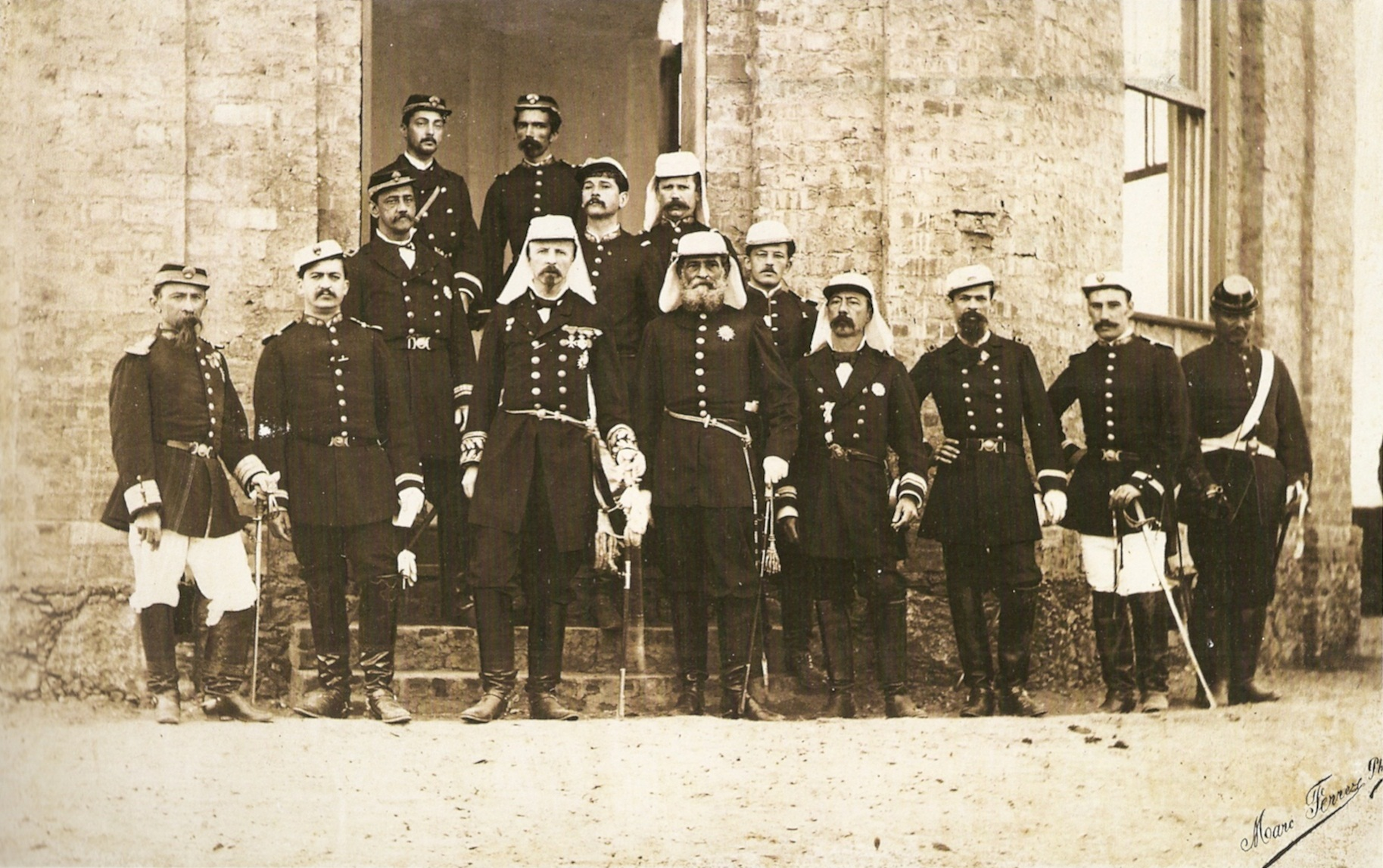
Deodoro (quarto da primeira fila, da esquerda para a direita) e o Conde d'Eu (à sua direita), junto a outros oficiais militares, em 1885

Em 1852, foi promovido a primeiro tenente. Em 24 de dezembro de 1856, recebeu a patente de capitão. Em dezembro de 1864, participou do cerco a Montevidéu, durante a intervenção militar brasileira contra o governo de Atanasio Aguirre no Uruguai. Pouco depois, o Uruguai, sob novo governo, juntamente com o Brasil e a Argentina, formariam a Tríplice Aliança, contra a ofensiva do ditador paraguaio Francisco Solano López.
Em junho de 1865, foi com o Exército brasileiro para o Paraguai, que havia invadido a província de Mato Grosso. Deodoro comandava o segundo Batalhão de Voluntários da Pátria. Seu desempenho no combate lhe garantiu menção especial na ordem do dia 25 de agosto de 1865. No ano seguinte, recebeu comenda no grau de cavaleiro da Imperial Ordem do Cruzeiro e, em 22 de agosto, a patente de major. Destacou-se por atos de bravura na Guerra do Paraguai. Em 18 de janeiro de 1868 foi promovido a tenente-coronel e, em 11 de dezembro do mesmo ano, recebeu a patente de coronel. Todas essas promoções se deveram à guerra. Conforme o próprio Deodoro, "só tive um protetor: Solano López. Devo a ele, que provocou a guerra do Paraguai, a minha carreira." Deodoro foi ferido na Batalha de Itororó e retornou ao Brasil. Mais tarde, pelo decreto de 14 de outubro de 1874, foi promovido a brigadeiro, patente equivalente ao atual general-de-brigada.
Em 1885, tornou-se, pela segunda vez, comandante de armas da província do Rio Grande do Sul, cargo exercido juntamente com o de vice-presidente da província. Tornar-se-ia, depois, presidente interino dessa mesma província. Quando ainda era presidente provisório, inaugurou a primeira linha telefônica de Porto Alegre, sendo o responsável pelo primeiro "alô" transmitido pela nova tecnologia que chegava à cidade dez anos após ter sido apresentada por Alexander Graham Bell a Pedro II nos Estados Unidos. Em 30 de agosto de 1887 recebeu a patente de marechal-de-campo.

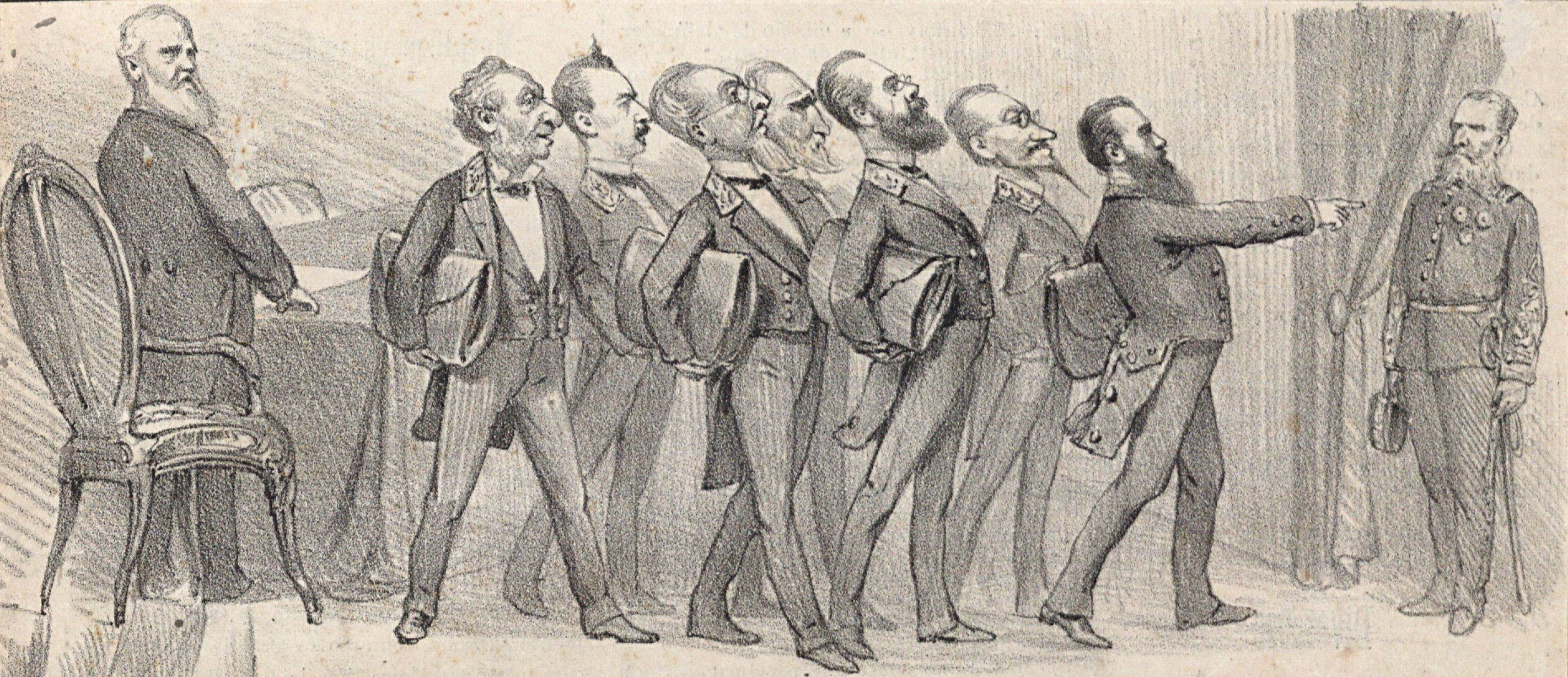
Charge de Angelo Agostini retratando a deposição pelo gabinete ministerial do marechal Deodoro da Fonseca, o qual se recusara a punir Sena Madureira, do cargo de presidente e comandante de armas do Rio Grande do Sul (Revista Illustrada, 1887).

Foi chamado de volta ao Rio de Janeiro, por seu envolvimento no confronto das classes armadas com o governo civil do Império, episódio que ficaria conhecido como a "Questão Militar", e por ter permitido que os oficiais da guarnição de Porto Alegre se manifestassem politicamente, o que era proibido pelo governo imperial. Chegando ao Rio, Deodoro foi festivamente recebido por seus colegas e pelos alunos da Escola Militar. Foi, então, eleito primeiro presidente do Clube Militar, entidade que ajudara a constituir, e passou a liderar o setor antiescravista do Exército.
Em 1888, Deodoro foi nomeado para o comando militar do Mato Grosso. Permaneceu no posto somente até meados de 1889, quando voltou para o Rio de Janeiro, pois não aceitava, como presidente da província, o coronel Cunha Matos, o mesmo que, quando capitão, tinha sido o pivô da detonação da Questão Militar, e com quem tinha desavenças.
Em 1889, foi criado, pelo Decreto nº 10 222, de 5 de abril de 1889, o Estado-Maior Geral da Polícia Militar do Estado do Rio de Janeiro, que teve, como primeiro chefe, o marechal Hermes da Fonseca.

## A Proclamação da República

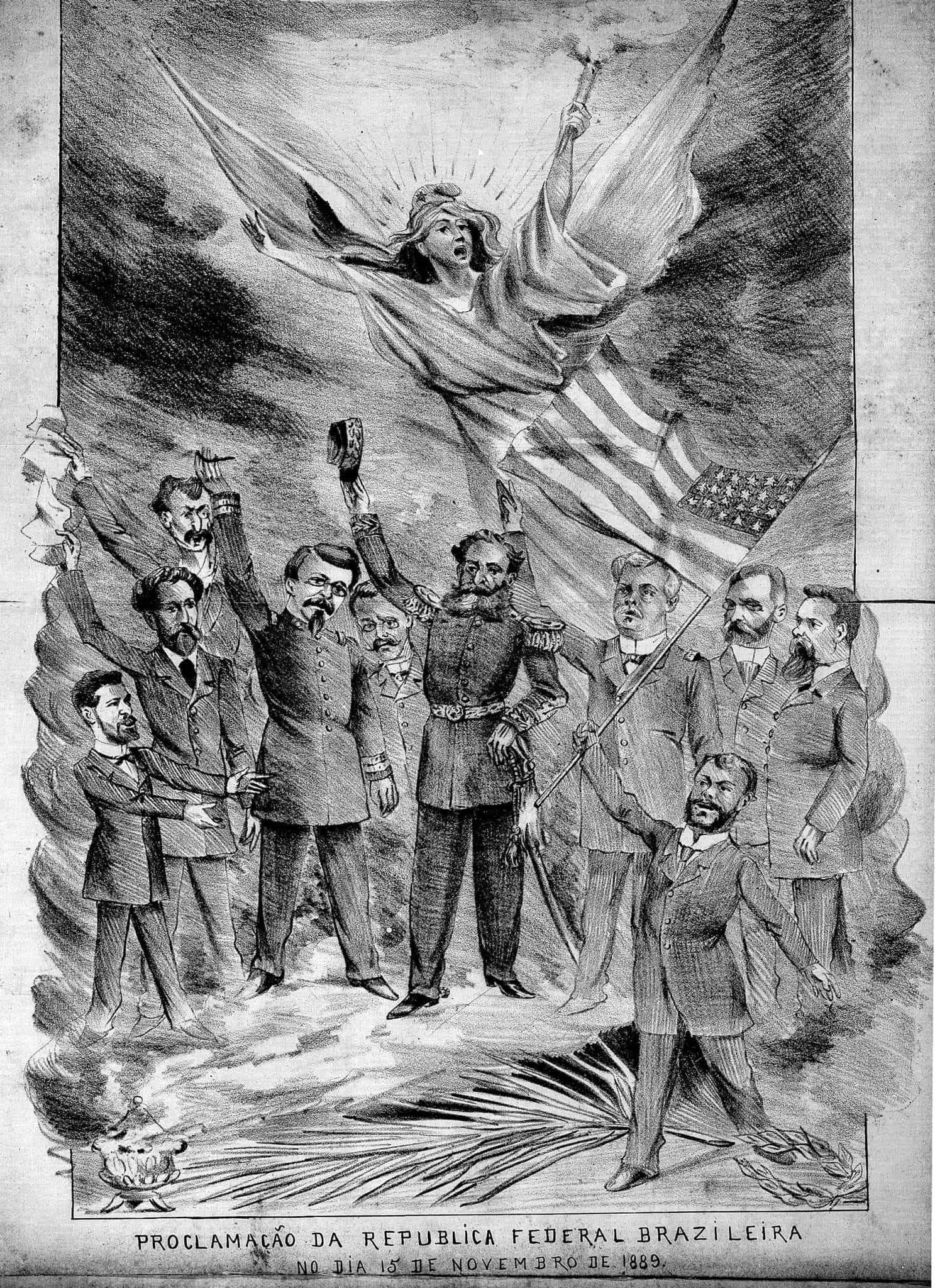
Alegoria da Proclamação da República publicada no jornal O Mequetrefe. Nela aparecem Deodoro, Ruy Barbosa, Quintino Bocaiuva, Silva Jardim, Lopes Trovão, José do Patrocínio e outros líderes do movimento republicano

Proclamação da República, por Henrique Bernardelli

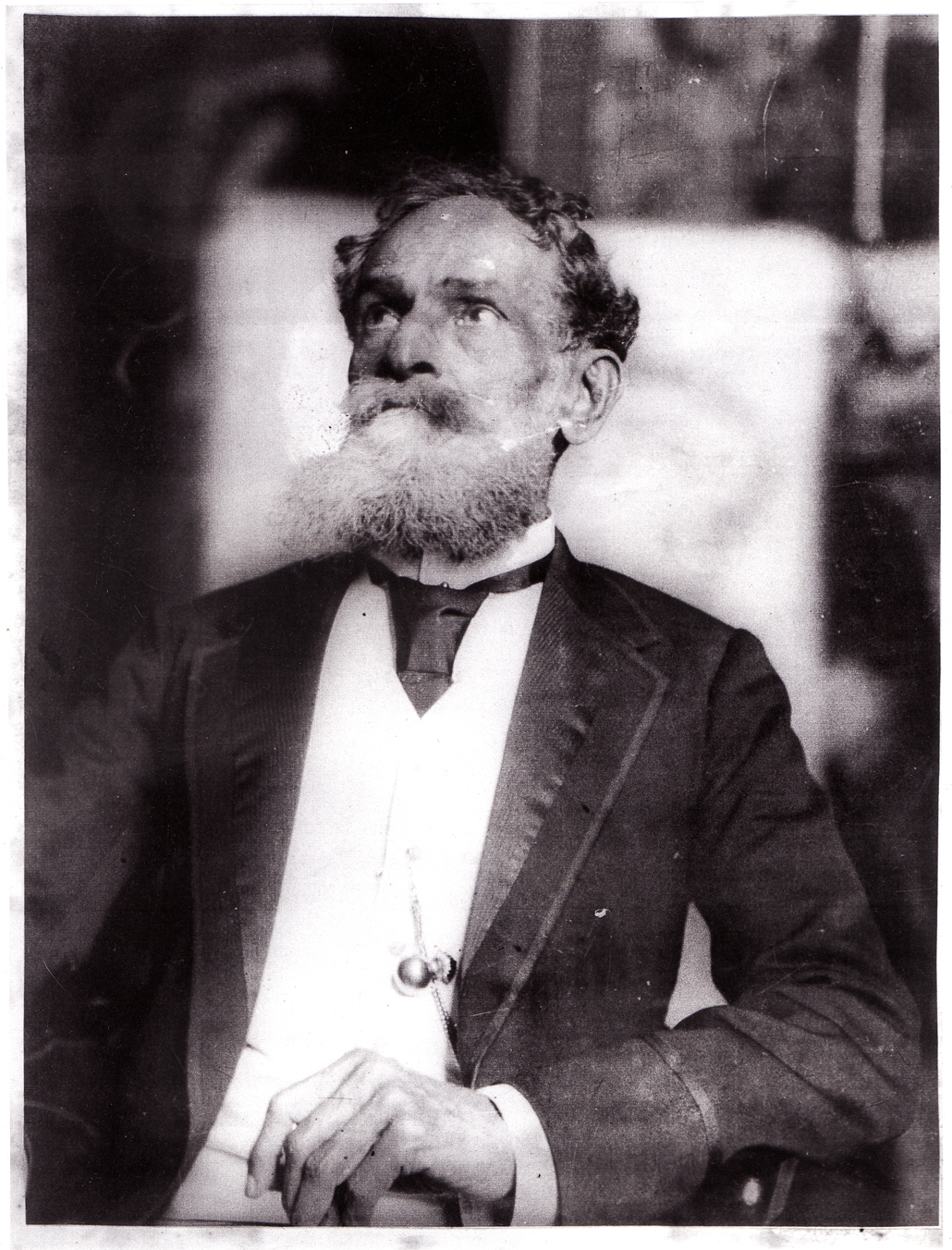
A fotografia que serviu de base para o quadro acima, feita no estúdio dos irmãos Benardelli

A despeito dos esforços de grupos republicanos, a ideia da mudança de regime político não ecoava no país. Em 1884, foram eleitos, para a Câmara dos Deputados, apenas três republicanos, entre eles os futuros presidentes da República Prudente de Morais e Campos Sales. Na legislatura seguinte, apenas um conseguiu ser eleito. Na última eleição parlamentar realizada no Império do Brasil, a 31 de agosto de 1889, o Partido Republicano só elegeu dois deputados.
Percebendo que não conseguiriam realizar seu projeto político pelo voto, os republicanos optaram por concretizar suas ideias através de um golpe militar. Para tanto, procuraram capitalizar o descontentamento crescente das classes armadas com o governo civil do Império, desde a Questão Militar. Precisavam, todavia, de um líder de suficiente prestígio na tropa, para levarem a efeito seus planos.
Foi assim que os republicanos passaram a aproximar-se de Deodoro (amigo do imperador), procurando seu apoio (sem sua participação direta, segundo diversas fontes Históricas), para um golpe de força contra o governo imperial de dom Pedro II, o que foi difícil por ser Deodoro homem de convicções monarquistas, que declarava ser amigo do imperador Dom Pedro II e lhe dever favores. Dizia, ainda, Deodoro, querer acompanhar o caixão do velho imperador.
Em 14 de novembro de 1889, os republicanos fizeram correr o boato, sem fundamento, de que o governo do primeiro-ministro liberal visconde de Ouro Preto havia expedido ordem de prisão contra o marechal Deodoro e o líder dos oficiais republicanos, o tenente-coronel Benjamin Constant. Tratava-se de proclamar a República antes que se instalasse o novo parlamento, recém-eleito, cuja abertura estava marcada para o dia 20 de novembro.

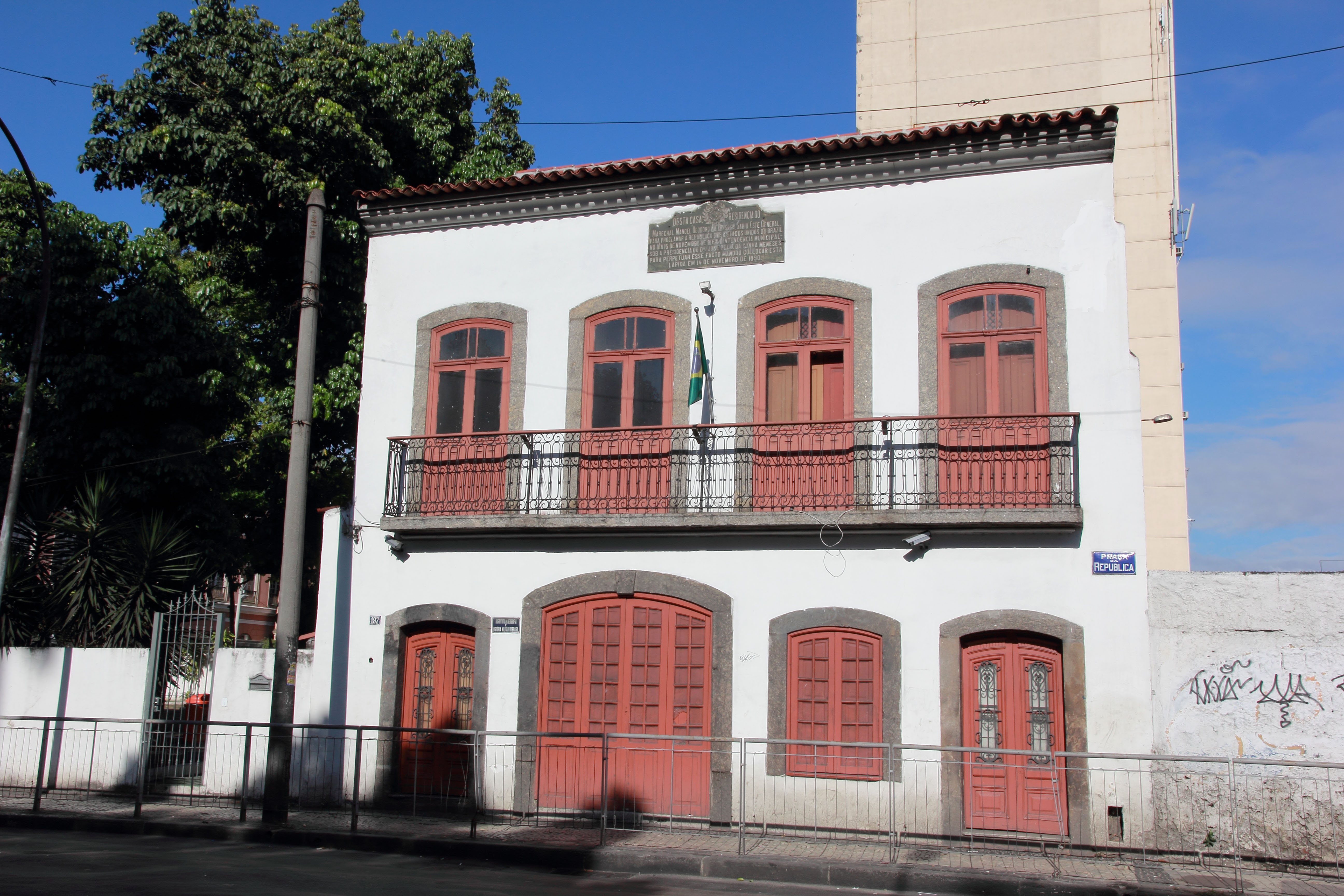
Casa do Marechal Deodoro da Fonseca, no Campo de Santana, Rio de Janeiro

A falsa notícia de que sua prisão havia sido decretada foi o argumento decisivo que convenceu Deodoro finalmente a levantar-se contra o governo imperial. Pela manhã do dia 15 de novembro de 1889, o marechal reuniu algumas tropas e as pôs em marcha para o Centro da cidade, dirigindo-se ao Campo da Aclamação, hoje chamado Praça da República. Penetrando no Quartel-General do Exército, Deodoro decretou a demissão do Ministério Ouro Preto – providência de pouca valia, visto que os próprios ministros, cientes dos últimos acontecimentos, já haviam telegrafado ao imperador, que estava em Petrópolis, pedindo demissão. Ninguém falava em proclamar a República, tratava-se apenas de trocar o Ministério, e o próprio Deodoro, para a tropa formada diante do Quartel-General, ainda teria gritado "Viva Sua Majestade, o Imperador!".
Enquanto isso, dom Pedro II, tendo descido para o Rio de Janeiro, em vista da situação, reuniu o Conselho de Estado no Paço Imperial e, depois de ouvi-lo, decidiu aceitar a demissão pedida pelo visconde de Ouro Preto e organizar novo Ministério.

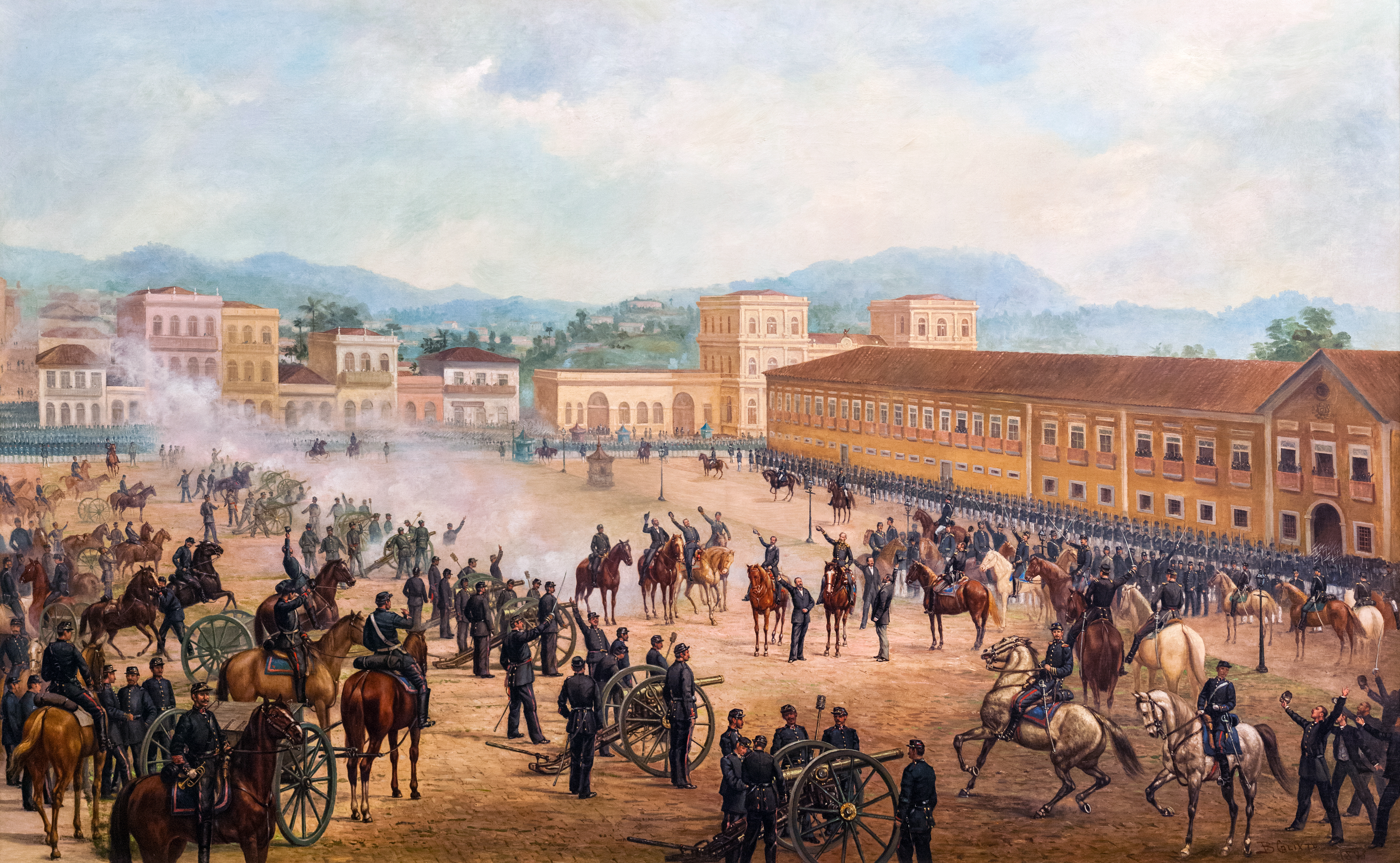
Proclamação da República, 1893, óleo sobre tela de Benedito Calixto (1853 - 1927). Acervo da Pinacoteca Municipal de São Paulo

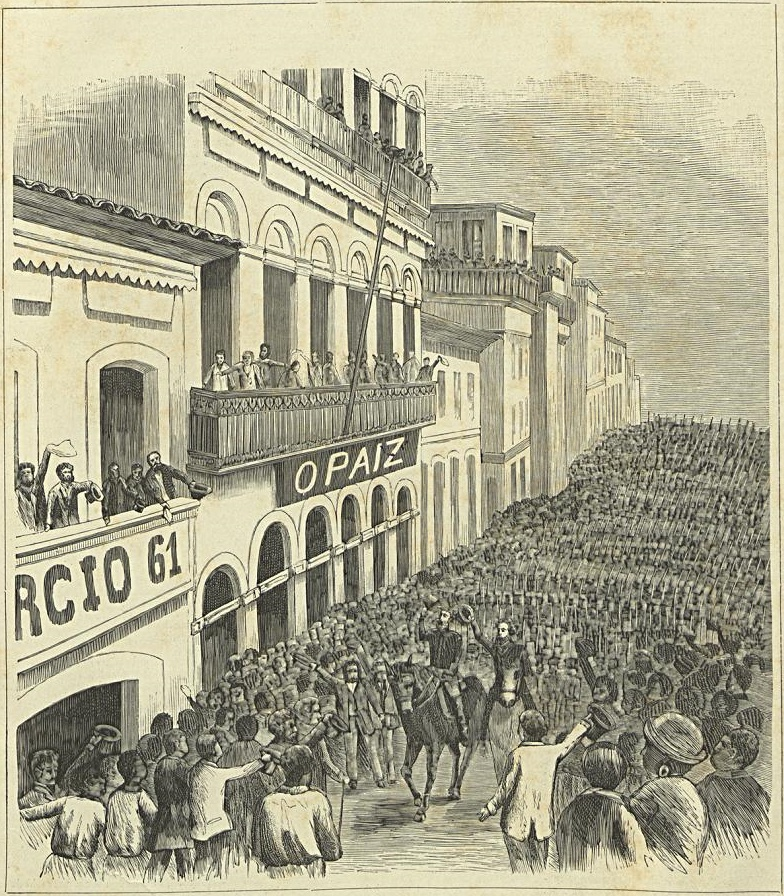
Ovação popular ao Marechal Deodoro da Fonseca e Bocaiuva pela proclamação da república, na Rua do Ouvidor

Os republicanos precisavam agir rápido, para aproveitar os acontecimentos e convencer Deodoro a romper de vez os laços com a monarquia. Valeram-se de outra notícia, essa verdadeira, pois chegou-se a enviar telegrama oficial nesse sentido. Quintino Bocaiuva e o barão de Jaceguai mandaram um mensageiro a Deodoro, para informar-lhe que o novo primeiro-ministro, escolhido pelo imperador, seria Gaspar Silveira Martins, correligionário liberal do visconde deposto e político gaúcho com quem o marechal não se dava, por terem disputado o amor da mesma mulher na juventude. Assim, Deodoro foi convencido a derrubar o regime.
Pelas três horas da tarde, reunidos alguns republicanos e vereadores na Câmara Municipal do Rio de Janeiro, foi lavrada uma ata, sob os auspícios de José do Patrocínio, líder abolicionista e homem de imprensa, que fora um dos mentores da Guarda Negra, jurara defender a pessoa da subscritora da Lei Áurea e garantir-lhe o trono. Em um de seus atos típicos de súbita mudança de posição, Patrocínio declarou solenemente proclamada a República no Brasil e levou essa ata ao marechal Deodoro.
À noite do dia 15, o imperador encarregou o conselheiro José Antônio Saraiva de presidir o novo ministério. O novo Presidente do Conselho de Ministros (do Partido Conservador - o mesmo de Deodoro) dirigiu-se por escrito ao marechal, comunicando-lhe a decisão do imperador, ao que respondeu Deodoro que já havia concordado em assinar os primeiros atos que estabeleciam o regime republicano e federativo.
Diante da recusa do imperador em reagir militarmente para sufocar o golpe, como instavam a princesa Isabel e o seu consorte, o Conde D'Eu, fez-se a República no Brasil, diante da surpresa generalizada do êxito da quartelada.

## O governo provisório

### Ministério
| Cargo                                                | Nome                                                                                    | Período                      |
| Chefe do Governo Provisório                          | Deodoro da Fonseca                                                                      | 1889 – 1891                  |
| Ministro da Justiça                                  | Campos Sales Henrique Pereira de Lucena                                                 | 1889 – 1891 1891             |
| Ministro da Marinha                                  | Eduardo Wandenkolk Fortunato Foster Vidal                                               | 1889 – 1891 1891             |
| Ministro da Guerra                                   | Benjamin Constant Botelho de Magalhães Floriano Peixoto Antônio Nicolau Falcão da Frota | 1889 – 1890 1890 – 1891 1891 |
| Ministro dos Negócios Estrangeiros                   | Quintino Bocaiúva Justo Leite Chermont                                                  | 1889 – 1891 1891             |
| Ministro da Fazenda                                  | Ruy Barbosa Tristão de Alencar Araripe                                                  | 1889 – 1891 1891             |
| Ministro do Interior                                 | Aristides Lobo Cesário Alvim Tristão de Alencar Araripe                                 | 1889 – 1890 1890 – 1891 1891 |
| Ministro da Agricultura, Comércio e Obras Públicas   | Demétrio Nunes Ribeiro Francisco Glicério de Cerqueira Leite Henrique Pereira de Lucena | 1889 – 1890 1890 – 1891 1891 |
| Ministro da Instrução Pública, Correios e Telégrafos | Benjamin Constant Botelho de Magalhães                                                  | 1890 – 1891                  |

### Primeiras medidas

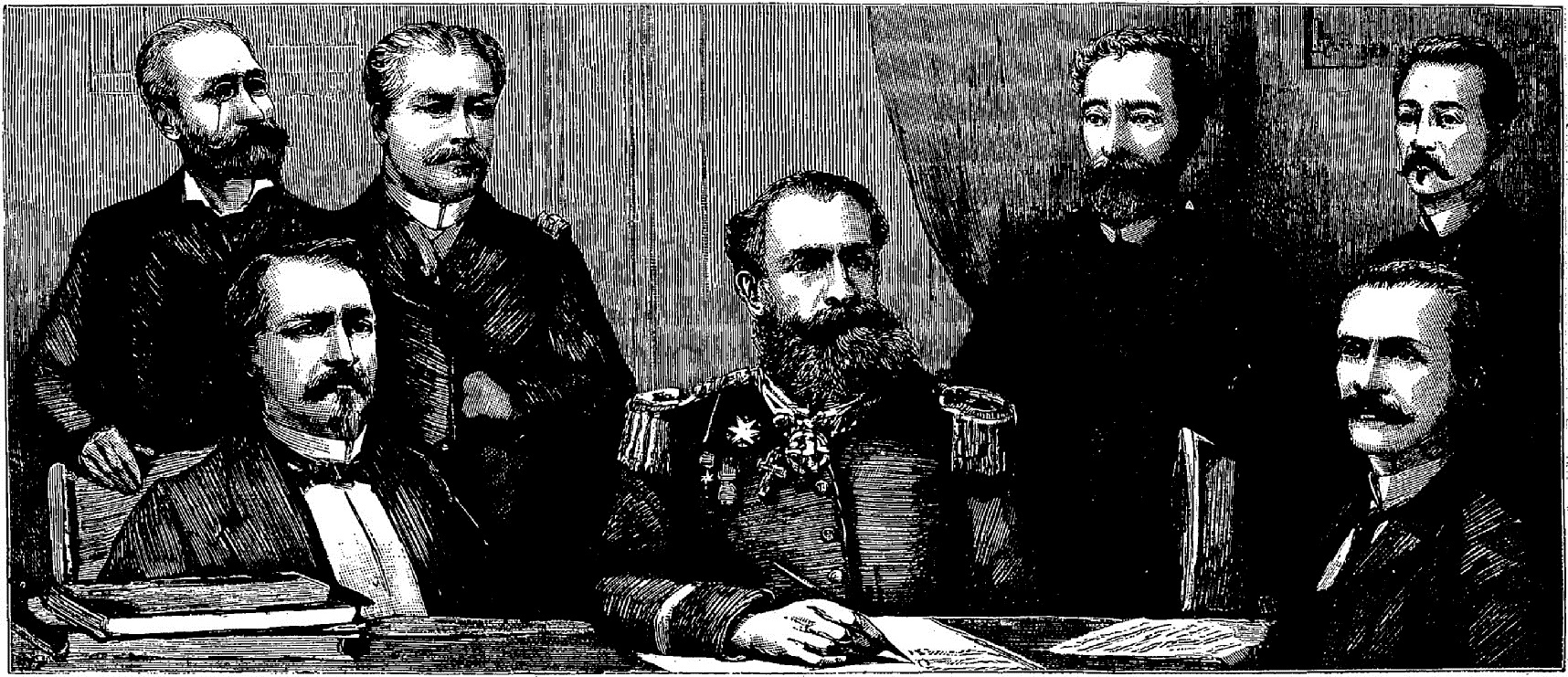
Primeiro ministério do governo Deodoro

Na noite de 15 de novembro de 1889, foi constituído o Governo Provisório da República recém-proclamada, tendo como chefe o marechal Deodoro, com poderes ditatoriais. O ministério foi composto de republicanos históricos, como Campos Sales, Benjamin Constant e Quintino Bocaiuva, e de liberais da Monarquia que aderiram de primeira hora ao novo regime, como Ruy Barbosa e Floriano Peixoto. Todo o ministério era membro da maçonaria brasileira. Deodoro foi o 13º Grão-Mestre do Grande Oriente do Brasil, eleito em 19 de dezembro de 1889 e empossado em 24 de março de 1890.
O primeiro ato do novo governo foi dirigir uma proclamação ao país, anunciando a mudança de regime e procurando justificá-la. Pelo Decreto nº 1, foi adotada, a título provisório, a república federativa como forma de governo da nação brasileira, até que a Assembleia Nacional Constituinte que seria convocada, decidisse a respeito do tema. As províncias do extinto Império brasileiro foram transformadas em Estados federados.

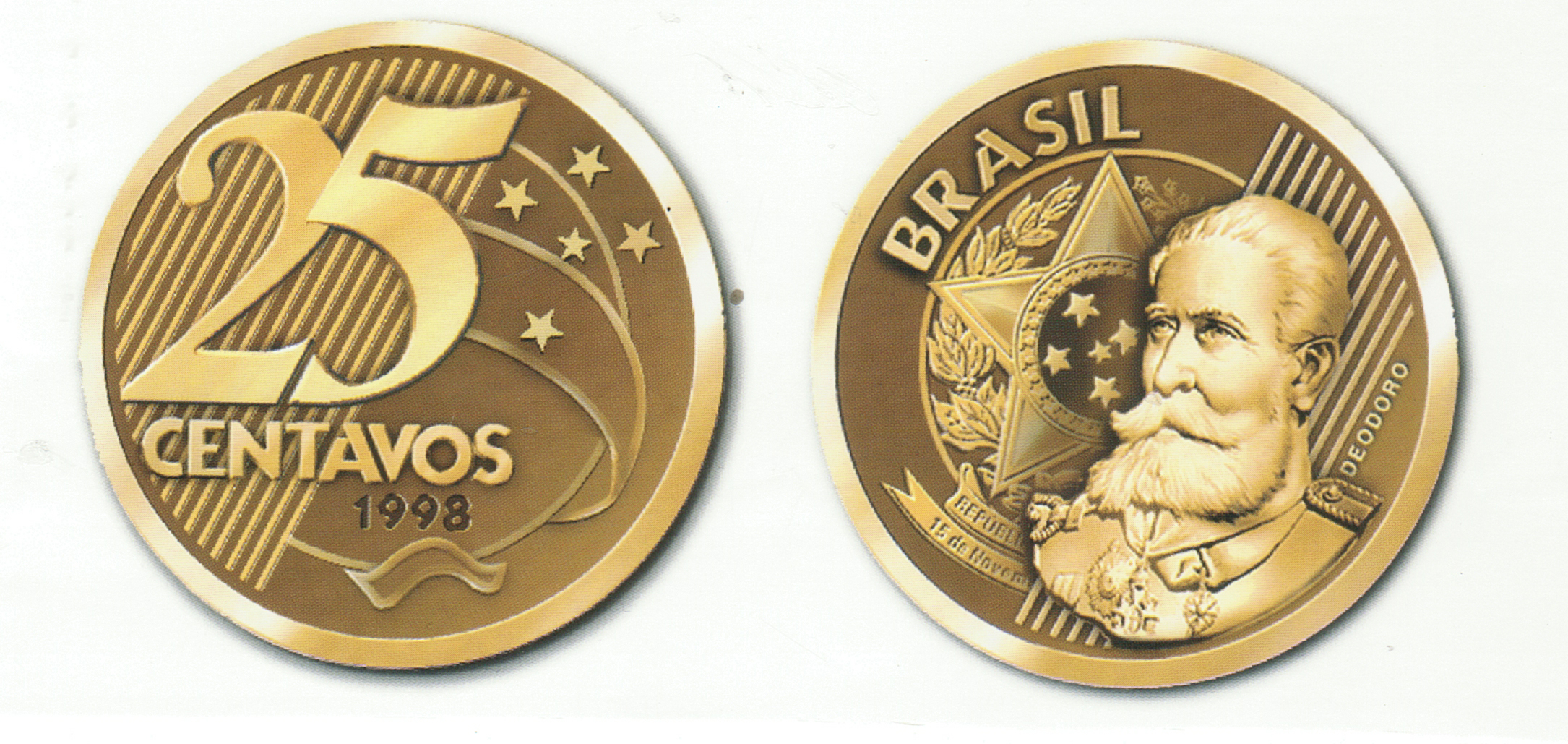
Efígie na moeda de 25 centavos da segunda geração de moedas do Real

De todas as províncias, chegaram, logo, manifestações de adesão ao novo regime, quase sempre da parte dos velhos partidos monárquicos. Destarte, a República foi estabelecida em todo o país praticamente sem lutas, salvo no Estado do Maranhão, em que antigos escravos tentaram esboçar uma reação, correndo às ruas da capital com a bandeira do Império e dando vivas à Princesa Isabel. Foram dispersos pelo alferes Antônio Belo, com o saldo de três mortos e alguns feridos. Os três negros, de que a História não guardou os nomes, foram os únicos mortos da Proclamação da República no Brasil.
Em 16 de novembro, Deodoro mandou uma mensagem ao imperador destronado, intimando-o a deixar o país juntamente com a família imperial brasileira, dentro de 24 horas, e oferecendo-lhe a quantia de 5 mil contos de réis para seu estabelecimento no exterior. Dom Pedro II de Bragança recusou a oferta, e partiu na madrugada de 17 de novembro para Portugal, pedindo somente um travesseiro com terras do Brasil, para repousar a cabeça quando morresse.

### A nova bandeira

Bandeira provisória da República criada por Ruy Barbosa

Na manhã do dia 19 de novembro, o marechal recebia em sua casa alguns republicanos, liderados por Lopes Trovão, os quais iam submeter, já como fato consumado, à sua apreciação, o projeto da nova bandeira do Brasil. Deodoro, porém, desejava manter a antiga Bandeira Imperial, dela retirando apenas a coroa, e considerou a bandeira que lhe fora apresentada por Lopes Trovão como um arremedo grosseiro da bandeira dos Estados Unidos. Os republicanos insistiram que só restava a Deodoro oficializar a bandeira por eles apresentada, pois a mesma já tremulava em alto-mar, no mastro do Alagoas, navio que conduzia o imperador deportado ao exílio. Irritado, o marechal deu um soco na mesa, exclamando: Senhores, mudamos o regime, não a Pátria! Nossa bandeira é reconhecidamente bela e não vamos mudá-la de maneira nenhuma!

Primeira versão da atual Bandeira Nacional do Brasil, com 21 estrelas

Os republicanos ficaram sem resposta e a sua bandeira foi, posteriormente, para o Museu da Marinha, ficando conhecida como a "bandeira provisória da República", embora nunca tenha sido oficializada. Diante da decisão inflexível de Deodoro, foram mantidos, na bandeira nacional, o losango amarelo no retângulo verde, da antiga bandeira do Império, substituindo-se as armas da monarquia por uma esfera celeste, tendo, ao centro, o Cruzeiro do Sul, e cortada por uma faixa branca, com o mote Ordem e Progresso. A bandeira foi desenhada por Teixeira Mendes, presidente do Apostolado Positivista do Brasil, com o auxílio de Miguel Lemos e do professor de astronomia Manuel Pereira Reis.
Na tarde daquele 19 de novembro, o Chefe do Governo Provisório baixou o Decreto nº 4, oficializando a bandeira nacional. A exposição de motivos do Decreto considerava que as cores verde e amarelo, "independentemente da forma de governo, simbolizam a perpetuidade e integridade da Pátria entre as outras nações".

### O reconhecimento internacional

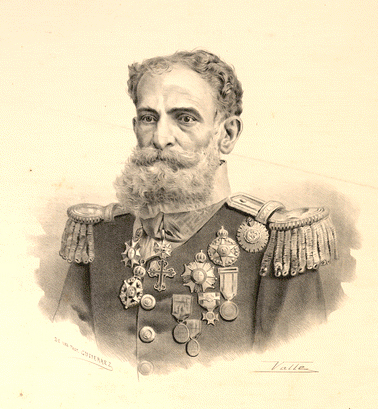
Generalíssimo Manuel Deodoro da Fonseca, de Valle. Fundação Biblioteca Nacional

A primeira nação a reconhecer o novo governo foi a Argentina, em 20 de novembro de 1889. Indispostos com o império por suas intervenções militares na região platina, os argentinos promoveram, em Buenos Aires, homenagens especiais à Proclamação da República no Brasil.
Seguiram-se, à Argentina, os demais países hispanófonos da América: Venezuela (em 5 de dezembro), Bolívia (em 2 de dezembro), o Chile (em 13 de dezembro), o Paraguai (em 19 de dezembro), o Peru (em 27 de dezembro), o México (em 27 de janeiro de 1890) e o Equador (em 29 de janeiro).
Os Estados Unidos, nação que os republicanos brasileiros preconizavam como padrão a ser imitado pelo Brasil, retardaram o reconhecimento oficial da república brasileira até 29 de janeiro de 1890. De acordo com seu então presidente Benjamin Harrison, o reconhecimento foi adiado até que fosse comprovado que o novo governo teria apoio popular.
O governo da França quis aproveitar-se do ensejo para conseguir, do Brasil, o reconhecimento de seus supostos direitos sobre o norte do Amapá. Assim sendo, só reconheceu a república brasileira em 20 de junho de 1890.
O Império Alemão reconheceu o governo republicano brasileiro em 29 de novembro de 1890. A Grã-Bretanha aguardou que se promulgasse a nova Constituição, e só em 4 de maio de 1891 o representante diplomático do Brasil foi recebido pela rainha Vitória do Reino Unido.
Até o fim de 1891, a república brasileira estava reconhecida por todas as nações civilizadas. Só a Rússia é que não quis reconhecer o novo regime, senão depois do falecimento de dom Pedro II, por ato de 26 de maio de 1892.

### Os atos do governo provisório

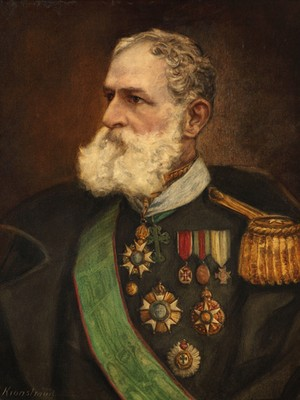
Presidente Deodoro da Fonseca em pintura de Bror Kronstrand

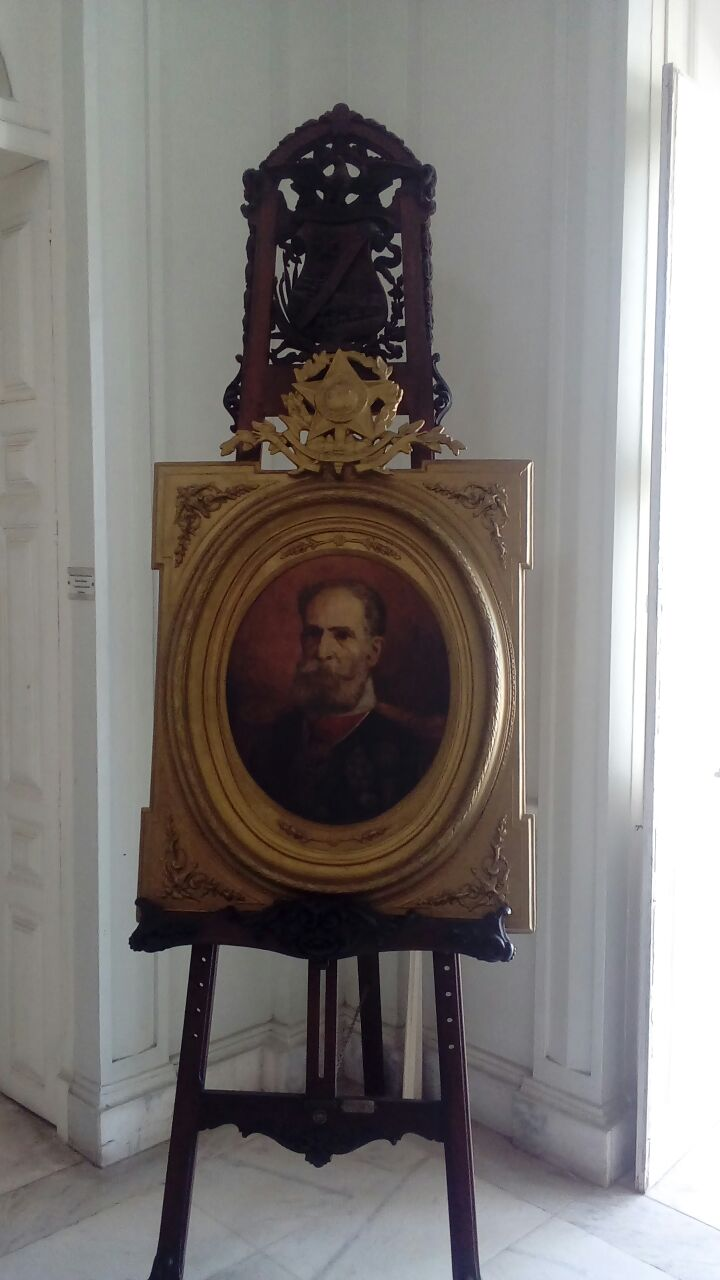
Quadro de Deodoro da Fonseca por Rosalvo Ribeiro. Palácio Floriano Peixoto, em Maceió

Como não havia ninguém para anistiar, o governo republicano resolveu decretar a grande naturalização, em 14 de dezembro de 1889, pela qual passariam a ser brasileiros todos os estrangeiros residentes no país que não manifestassem, no prazo de seis meses, o propósito de conservar a respectiva nacionalidade.
Em 18 de dezembro de 1889, houve um motim no 2º Regimento de Artilharia Montada. Era um sintoma da indisciplina militar que se seguiu ao golpe que proclamou a república. Embora não se tenha demonstrado qualquer relação do motim com elementos monarquistas, o Governo acusou-os de maquinarem o levante, decretando o banimento do Visconde de Ouro Preto, de seu irmão Carlos Afonso de Assis Figueiredo e de Gaspar da Silveira Martins.
Também a imprensa foi acusada de insuflar perturbações contra o regime. Assim, por um decreto de 23 de dezembro, resolveu-se instituir a censura e suprimir a liberdade de imprensa, criando uma junta, composta só de militares, incumbida de julgar sumariamente os que fossem acusados de abusos no exercício do jornalismo. Historiadores afirmam que o Governo Provisório republicano foi a primeira ditadura militar do Brasil.

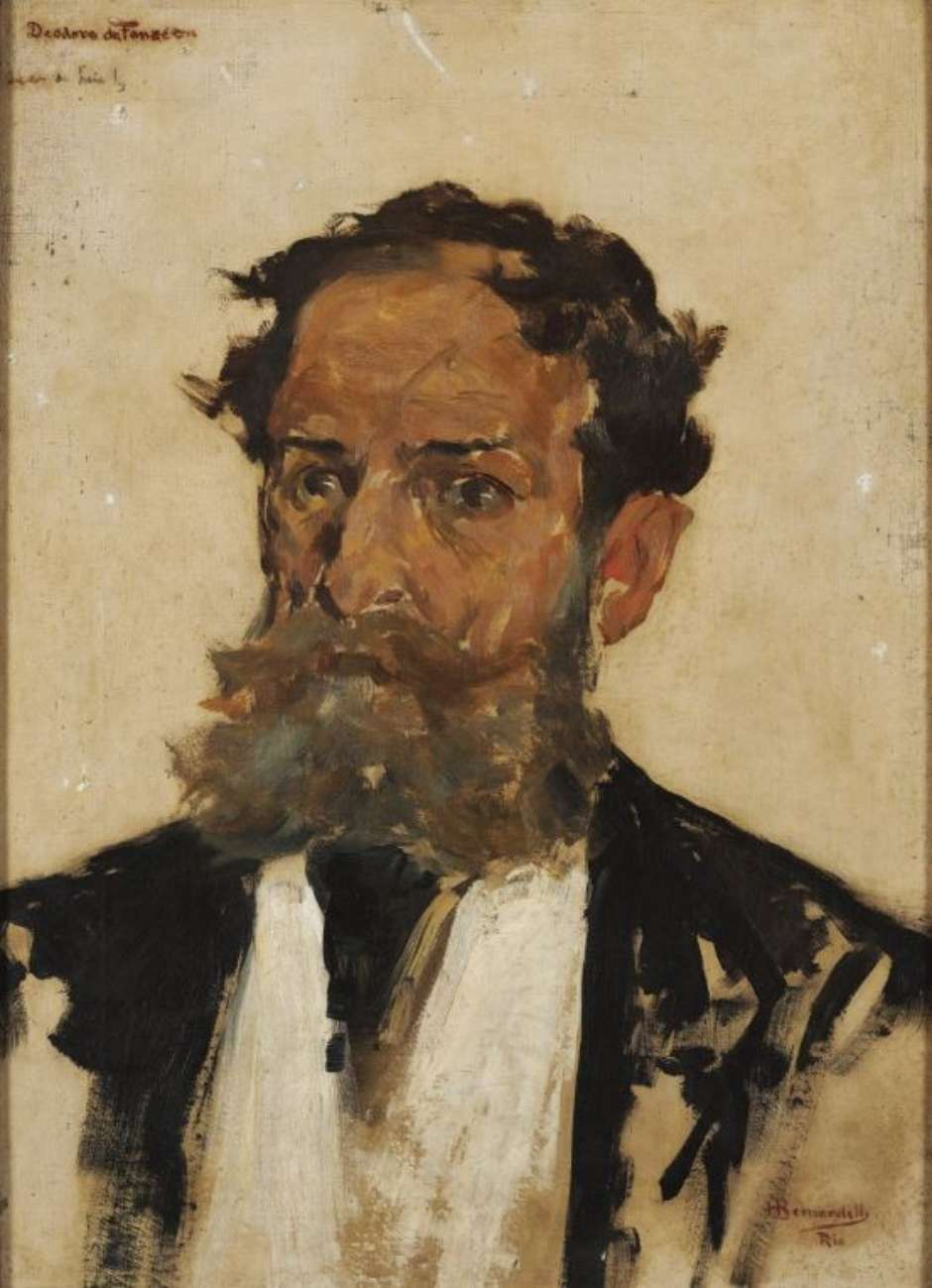
Presidente Deodoro da Fonseca em pintura de Henrique Bernardelli

Em 7 de janeiro de 1890, foi decretada a separação entre a Igreja e o Estado. Por um decreto de Deodoro, o Brasil deixou de ser um país oficialmente católico, apesar de o catolicismo ser professado pela quase totalidade do povo brasileiro, na época. Foi, também, extinto, o padroado, ou seja, a intervenção do Estado nos assuntos da Igreja.
Em 15 de janeiro de 1890, Deodoro foi aclamado, pelas tropas, "Generalíssimo Comandante das Forças de Terra e Mar", tornando-se, assim, o único oficial-general de seis estrelas no Brasil. Por decreto de 25 de maio, todos os ministros civis receberam a patente de general-de-brigada.
Em 23 de janeiro do mesmo ano, foi institucionalizado o casamento civil, ficando, sem efeitos jurídicos, o matrimônio religioso. Também foi instituído o registro civil, proibido o ensino de religião nas escolas públicas e secularizados os cemitérios.
Por iniciativa do Ministro da Guerra, Benjamin Constant, foi reformado o ensino militar, de modo a receber nítida influência da doutrina positivista. Entrando Benjamin em grave divergência com Deodoro, foi transferido para a recém-criada pasta da Instrução Pública, Correios e Telégrafos, o que significou, de fato, a sua morte política. Para substituí-lo no Ministério da Guerra, foi nomeado o marechal Floriano Peixoto.
Em 11 de outubro de 1890, foi promulgado o Código Penal dos Estados Unidos do Brasil, que extinguia a pena de morte, em tempo de paz, no Brasil.
Duas correntes republicanas se chocavam dentro do próprio Governo Provisório: a corrente liberal-democrática, que visava a uma República federativa e presidencial, com separação de poderes, nos moldes estadunidenses; e a corrente positivista, que defendia uma ditadura republicana, segundo os princípios do filósofo Auguste Comte. Venceu a corrente liberal-democrática, sustentada por Campos Sales, Ruy Barbosa e Prudente de Morais.
Em 17 de janeiro de 1891, houve a última reunião ministerial do Governo Provisório. Nela, tratou-se de uma concessão de garantia de juros para as obras do porto de Torres, no Rio Grande do Sul – concessão que Deodoro prometera a um amigo pessoal. Ruy Barbosa, o Ministro da Fazenda, que não pôde comparecer à reunião, mandou seu voto por escrito, absolutamente contrário, tanto a esta como a outras garantias de juros. Os ministros presentes foram todos do mesmo parecer. Deodoro permaneceu irredutível e, quatro dias depois, a 21 de janeiro, aceitava a demissão coletiva do ministério, nomeando, para substituir os ministros demissionários, antigos políticos do regime monárquico, chefiados pelo Barão de Lucena, amigo íntimo de Deodoro.

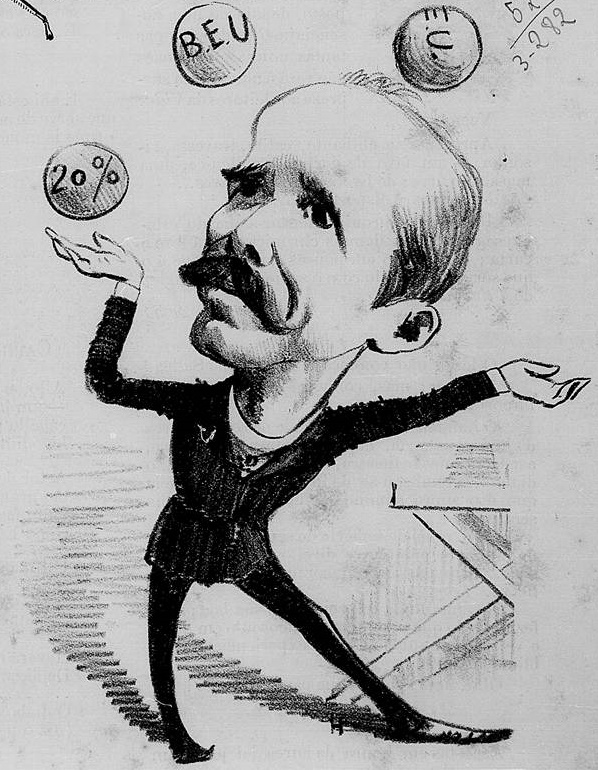
Charge retratando o então ministro da Fazenda Ruy Barbosa tentando equilibrar as finanças do país

### A crise do Encilhamento
Em 17 de janeiro de 1890, o ministro da Fazenda, Ruy Barbosa, intentando deslocar o eixo da economia brasileira da agricultura para a indústria, deu início a uma reforma monetária e bancária. A reforma consistia em autorizar os bancos a emitir papel-moeda sem lastro em ouro e prata. O sistema de bancos emissores e as facilidades concedidas para a organização de empresas provocaram inflação e uma desastrosa especulação financeira, com a crise da bolsa e a ruína de numerosos investidores. A crise ficou conhecida como o "encilhamento".

### Nomeações para o Supremo Tribunal Federal
O marechal Deodoro da Fonseca nomeou quinze ministros para o Supremo Tribunal Federal, durante o Governo Provisório:
1. João Evangelista de Negreiros Saião Lobato, visconde de Sabará - 1890
2. João José de Andrade Pinto - 1890
3. Tristão de Alencar Araripe - 1890
4. Olegário Herculano d'Aquino e Castro - 1890
5. João Antônio de Araújo Freitas Henriques - 1890
6. Joaquim Francisco de Faria - 1890
7. Inácio José de Mendonça Uchoa - 1890
8. Luís Correia de Queirós Barros - 1890
9. Ovídio Fernandes Trigo de Loureiro - 1890
10. Joaquim da Costa Barradas - 1890
11. José Júlio de Albuquerque Barros, barão de Sobral - 1890
12. Henrique Pereira de Lucena, barão de Lucena - 1890
13. Joaquim de Toledo Piza e Almeida - 1890
14. Luís Antônio Pereira Franco, barão de Pereira Franco - 1890

### O Congresso Nacional Constituinte de 1890

Juramento constitucional, óleo de Aurélio de Figueiredo (Museu da República, Rio de Janeiro)

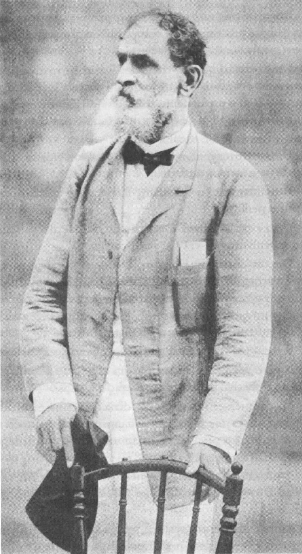
O presidente Deodoro da Fonseca em sua residência, o Palácio do Itamaraty, em 1890

Em 3 de dezembro de 1889, o Governo Provisório nomeou uma Comissão especial para elaborar o projeto de Constituição que seria apresentado ao Congresso Constituinte da República. Compunham-na Joaquim Saldanha Marinho, signatário do Manifesto Republicano de 1870, que foi escolhido presidente da Comissão; os republicanos históricos Américo Brasiliense, Francisco Rangel Pestana e os juristas Antônio Luís dos Santos Werneck e José Antônio Pedreira de Magalhães Castro. Iniciados os trabalhos, três foram os anteprojetos que seus membros elaboraram, os quais foram reduzidos a um só, inspirado nas constituições dos Estados Unidos e da Argentina. Foi entregue, em 30 de maio de 1890, ao Governo, que, de 10 a 18 de junho, realizou minuciosa revisão, efetuada em especial por Ruy Barbosa, melhorando sua redação e modificando sua estrutura. Em 22 de junho de 1890, era aprovado o projeto dito "do Governo Provisório".
O Congresso Constituinte foi convocado por decreto de 21 de dezembro de 1889, para reunir-se no dia 15 de novembro de 1890. No dia 15 de setembro, realizaram-se as eleições em todos os estados brasileiros.
O Congresso Nacional Constituinte instalou-se, com toda a solenidade, no dia 15 de novembro de 1890, no Paço da Boa Vista, no Rio de Janeiro. O Congresso compunha-se principalmente de pessoal novo na política brasileira: republicanos históricos ou de última hora, muitos militares e alguns remanescentes dos partidos da monarquia, quase sempre discretos ou adesistas entusiastas. Depois de eleger a sua Mesa (sendo eleito presidente do Senado e do Congresso o republicano histórico Prudente de Morais), o primeiro ato do Congresso foi reconhecer os poderes do Governo Provisório, e prorrogá-los até que se promulgasse a nova Constituição.
Houve um acordo geral para que fosse imediatamente votado e aprovado o projeto do Governo. Não se fizeram, pois, alterações significativas, e depois de pouco mais de três meses, em 24 de fevereiro de 1891, foi solenemente promulgada a Constituição republicana.

## O governo constitucional

### Eleição de 1891

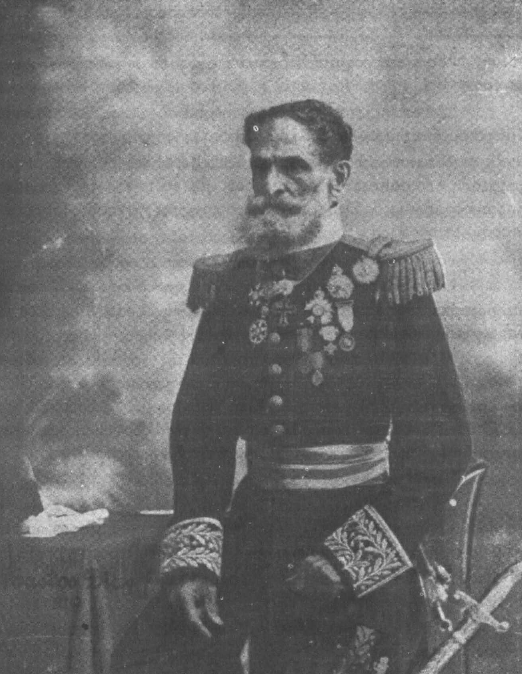
Última fotografia de Deodoro da Fonseca, tirada em 1891

Em 20 de janeiro de 1891, todo o ministério de Deodoro havia se demitido, incluindo Floriano Peixoto, que substituía Benjamin Constant no Ministério da Guerra.
De acordo com uma disposição transitória da Constituição de 1891, o presidente e o vice-presidente do primeiro período republicano deveriam ser excepcionalmente eleitos pelo Congresso Constituinte.
Deodoro da Fonseca apresentou-se como candidato a Presidente, tendo, como candidato a vice, na mesma chapa, o almirante Eduardo Wandenkolk. Presidente e vice seriam eleitos separadamente. Como já havia forte oposição a Deodoro, esta articulou a candidatura de Prudente de Morais, o presidente do Congresso, tendo o marechal Floriano Peixoto como candidato a vice. Floriano, além de candidatar-se a vice-presidente, na chapa de Prudente de Morais, apresentou, também, candidatura própria à Presidência.
Apurada a votação, em 25 de fevereiro de 1891, foi obtido o seguinte resultado na eleição para presidente: Deodoro da Fonseca - eleito com 129 votos; Prudente de Morais - 97 votos; Floriano Peixoto - 3 votos; Joaquim Saldanha Marinho - 2 votos; José Higino Duarte Pereira - 1 voto; cédulas em branco - 2. Para vice-presidente foi eleito o candidato da oposição, Marechal Floriano Peixoto, com 153 votos, contra 57 recebidos pelo Almirante Wandenkolk.

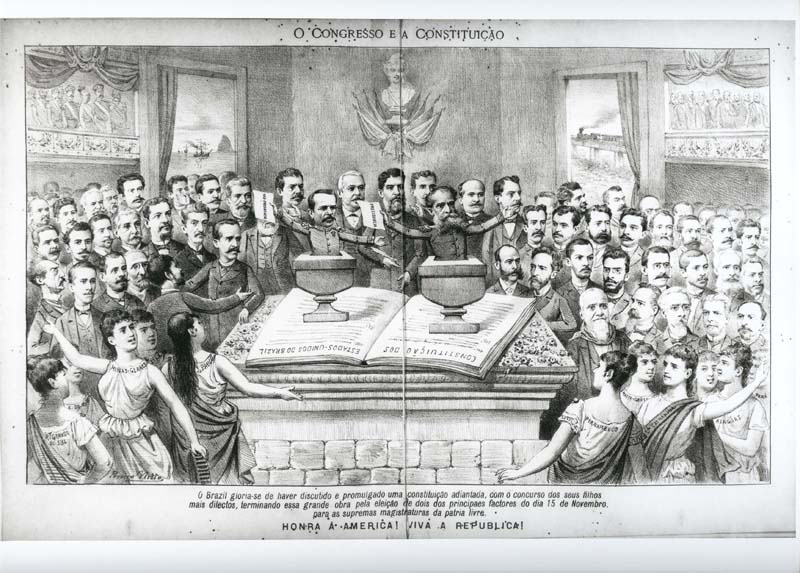
Alegoria referente à eleição presidencial de 1891

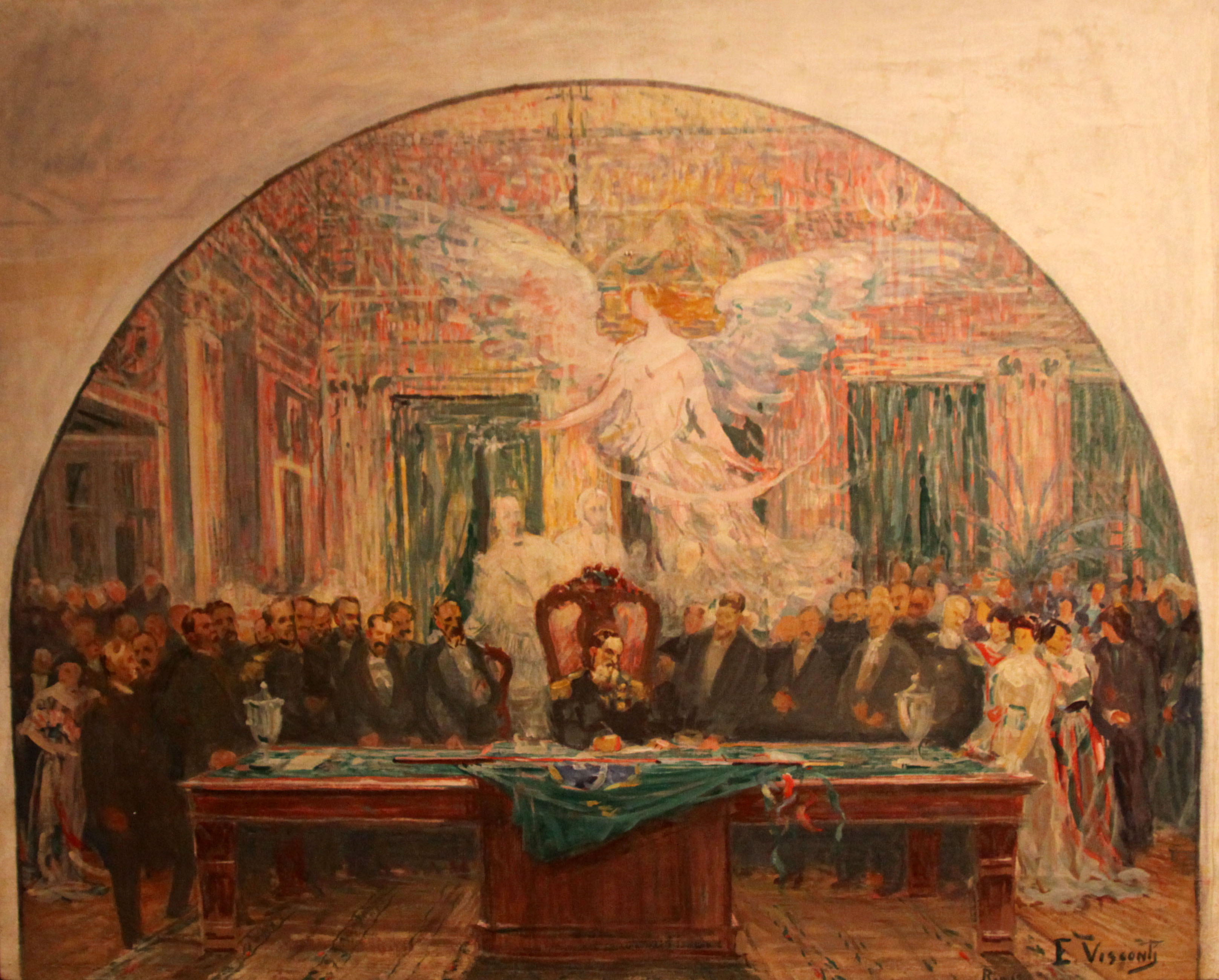
Posse de Deodoro da Fonseca, por Eliseu Visconti

A vitória de Deodoro explica-se pelo temor de que o velho marechal desse um novo golpe militar, fechando o Congresso e restaurando a monarquia. Mesmo os líderes da oposição haviam resolvido que, numa eventual vitória de Prudente de Morais, o Congresso lhe daria imediatamente posse do cargo, instalando-se sem demora o governo no próprio edifício do Parlamento, onde esperariam os acontecimentos, convocando para as imediações do prédio as forças militares com cuja lealdade podiam contar.
Terminava, assim, o Governo Provisório e iniciava-se o primeiro governo constitucional republicano.
| Cargo                                              | Nome                            | Período |
| Presidente                                         | Deodoro da Fonseca              | 1891    |
| Vice-presidente                                    | Floriano Peixoto                | 1891    |
| Ministro da Justiça                                | Henrique Pereira de Lucena      | 1891    |
| Ministro da Justiça                                | Antônio Luís Afonso de Carvalho | 1891    |
| Ministro da Marinha                                | Fortunato Foster Vidal          | 1891    |
| Ministro da Guerra                                 | Antônio Nicolau Falcão da Frota | 1891    |
| Ministro das Relações Exteriores                   | Justo Leite Chermont            | 1891    |
| Ministro da Fazenda                                | Tristão de Alencar Araripe      | 1891    |
| Ministro da Fazenda                                | Henrique Pereira de Lucena      | 1891    |
| Ministro do Interior                               | Tristão de Alencar Araripe      | 1891    |
| Ministro da Agricultura, Comércio e Obras Públicas | Henrique Pereira de Lucena      | 1891    |
| Ministro da Agricultura, Comércio e Obras Públicas | João Barbalho Uchôa Cavalcanti  | 1891    |

A fase constitucional do governo de Deodoro da Fonseca foi de fevereiro a 3 de novembro de 1891, quando Deodoro deu um golpe de estado.
Havia, naquele momento histórico, um conflito entre os militares e os políticos civis. Os militares queriam se manter na política e eram favoráveis a uma centralização absoluta e a concentração do poder político, enquanto os civis desejavam a volta dos militares aos quartéis e lutavam por um governo descentralizado e federalista.
Durante sua estadia na presidência, Deodoro foi nomeado Grão-Mestre do Grande Oriente da maçonaria do Brasil.
Os republicanos de São Paulo apoiavam Floriano Peixoto, apesar das tendências centralizadoras deste. Devido ao apoio de São Paulo, os militares ficaram divididos, e isso veio mais tarde a provocar a queda de Deodoro.

### O fechamento do Congresso e estado de sítio

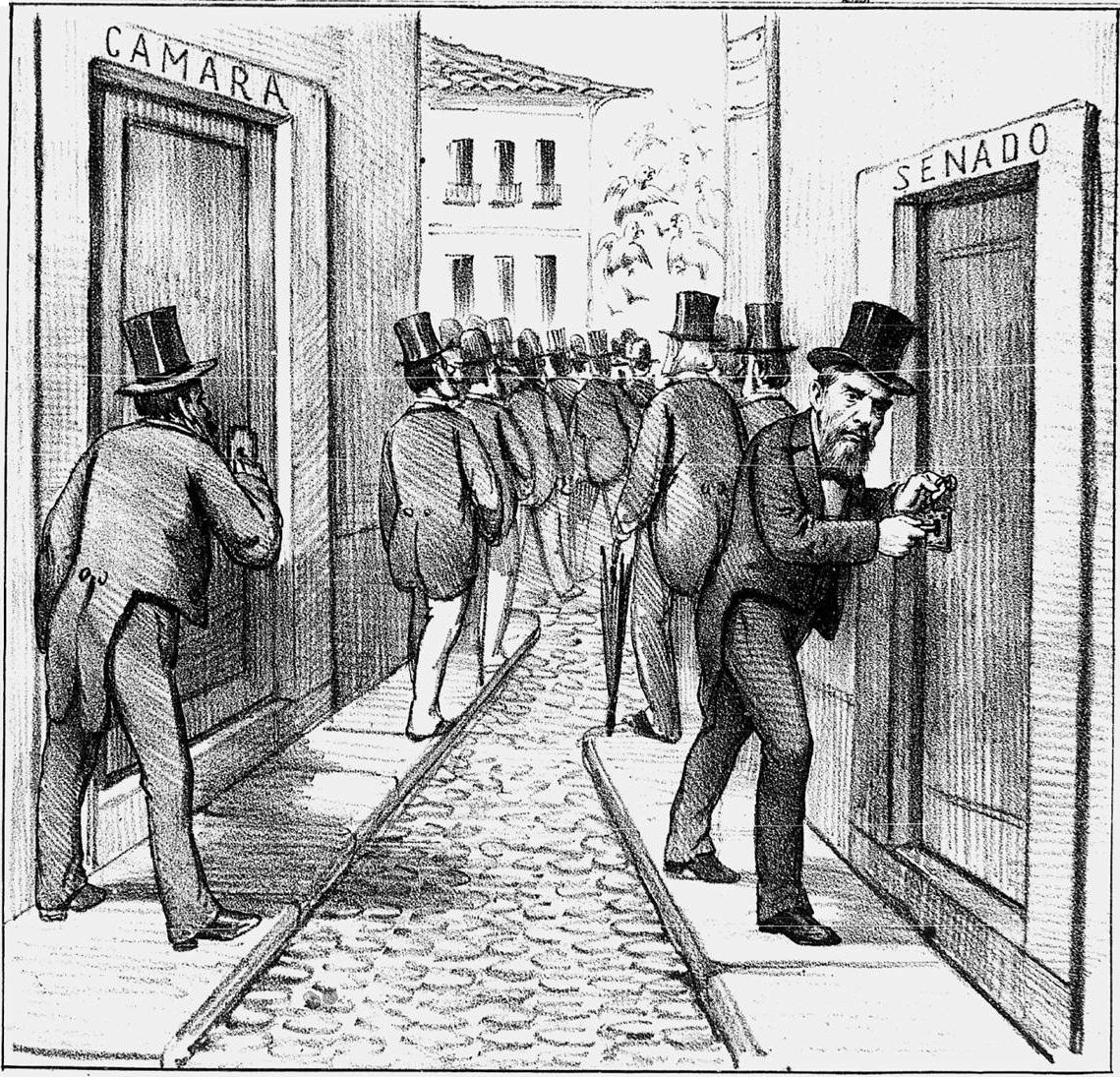
Fechamento do Congresso

Eleito pelo Congresso Nacional (indiretamente), Deodoro iniciou seu mandato sob forte tensão política. Tinha a oposição do Congresso e da população devido à crise econômica.
Tal ato gerou violenta reação, fazendo com que, entre agosto e novembro de 1891, o Congresso tentasse aprovar a "Lei de Responsabilidades", que reduzia os poderes do presidente.
Deodoro contra-atacou a decisão do Congresso e, em 3 de novembro de 1891, decretou a dissolução do Congresso, lançando um "Manifesto à Nação" para explicar as razões do seu ato. Enquanto isso, tropas militares cercaram os prédios do legislativo e prenderam líderes oposicionistas e a imprensa do Distrito Federal foi posta sob censura total, decretando, assim, o estado de sítio no país. Este fato entrou para a história como o Golpe de Três de Novembro e foi o último feito de Deodoro em sua carreira política, pois, alguns dias depois, renunciaria ao mandato de presidente.

### A primeira Revolta da Armada

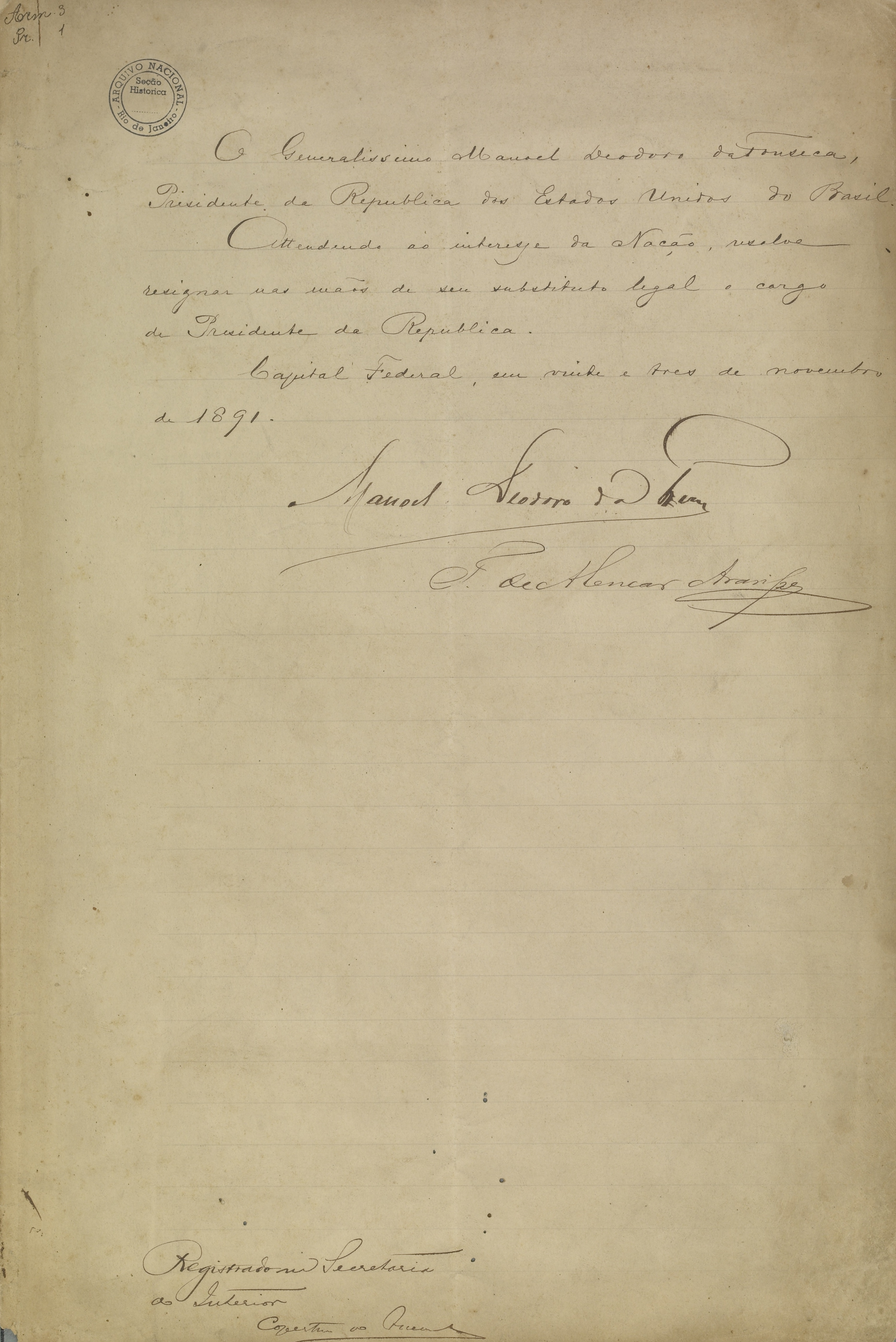
Renúncia de Deodoro da Fonseca ao cargo de Presidente da República, 1891

A primeira Revolta da Armada ocorreu no dia 23 de novembro de 1891, quando o almirante Custódio de Melo, acionado por Floriano Peixoto, a bordo do Encouraçado Riachuelo, ameaçou bombardear o Rio de Janeiro caso Deodoro não renunciasse. O marechal Deodoro, então, cedeu às pressões e renunciou ao cargo de presidente da República, entregando o poder ao vice-presidente, Floriano Peixoto.

### O restabelecimento do Congresso
Ao assumir, em 23 de novembro de 1891, Floriano Peixoto anulou o decreto de dissolução do Congresso e suspendeu o estado de sítio. Entre novembro de 1891 de março de 1892, afastou os governadores que haviam apoiado o golpe de Deodoro, substituindo-os por aliados.

## Depois da presidência

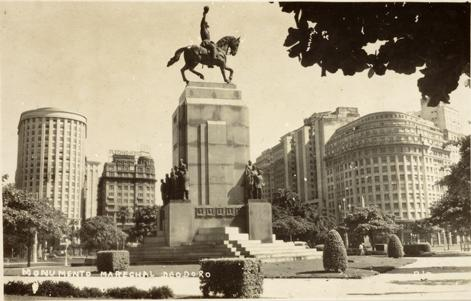
Monumento-túmulo ao Generalíssimo Deodoro da Fonseca, na Praça Paris, Rio de Janeiro

Manuel Deodoro da Fonseca faleceu no Rio de Janeiro, em agosto de 1892. Pediu para ser enterrado em trajes civis, no que não foi atendido. Seu enterro teve toda a pompa e honras militares. O marechal que proclamou a república no Brasil, fato histórico este que é, atualmente, feriado nacional, era acometido de fortes crises de dispneia, popularmente conhecida como "dificuldade de respiração" ou "falta de ar", o que impedia o primeiro presidente do Brasil de dormir.
Foi enterrado num jazigo familiar no Cemitério do Caju, mas teve seus restos exumados e transferidos para um monumento na Praça Paris, no Rio de Janeiro, em 1937.

## Representações na cultura

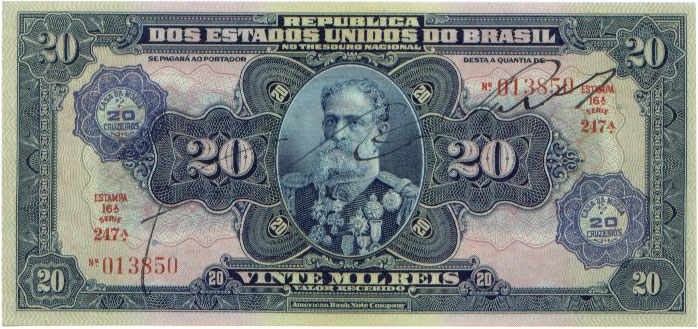
O primeiro presidente do Brasil, Deodoro da Fonseca numa nota de 20 mil réis de 1925

Deodoro já foi retratado como personagem no cinema e na televisão, tendo sido interpretado por Castro Gonzaga nas minisséries Abolição (1988) e República (1989). Também teve sua efígie impressa nas notas de 20 cruzeiros de 1950, nas de 50 cruzeiros de 1970 e nas de 500 cruzeiros de 1981, e cunhada no verso das moedas de 25 centavos em circulação atualmente no Brasil.

## Memoriais sobre Deodoro
Na Praça da República, no Rio de Janeiro, há o memorial denominado Casa Histórica de Deodoro, um sobrado onde o Marechal morou. A instituição é aberta ao público com uma exposição permanente sobre Deodoro da Fonseca.
No bairro da Glória, também no Rio de Janeiro, foi construído um vasto monumento em homenagem a Deodoro. Em 16 de fevereiro de 2020, um detalhe do monumento, representando sua mãe, foi furtado.
Na sua terra natal, Marechal Deodoro (Alagoas), na casa onde nasceu, existe o Museu Marechal Deodoro da Fonseca.